# 有間しのぶ
有間 しのぶ（ありま しのぶ、1964年5月18日 - ）は、日本の漫画家。福島県出身。

## 来歴
1982年、『週刊ヤングマガジン』（講談社）でデビューする。デビュー作『本場ぢょしこうマニュアル』は約8年連載した。2019年、『その女、ジルバ』で第23回手塚治虫文化賞マンガ大賞を受賞。

## 作品リスト
- ホテルポパン
- 本場ぢょしこうマニュアル（『週刊ヤングマガジン』、講談社）
- モンキー・パトロール（『FEEL YOUNG』、祥伝社）
- リバーサイド・ネイキッドブレッド（『FEEL YOUNG』、祥伝社）
- キラキラフィズ（『まんがライフ』、竹書房）
- 快楽遊民（『まんがくらぶ』、竹書房）
- ラブミーてんだい!（『まんがライフオリジナル』、竹書房）
- まちの愛憎くん（『まんがくらぶ』、竹書房）
- 酔ろれいひ（『週刊漫画アクション』、双葉社）
- その女、ジルバ（『ビッグコミックオリジナル』、小学館）
- 酔っちゃった
- あかぼし俳句帖（『ビッグコミックオリジナル』、小学館） - 原作担当
- らぶだち
- レッツゲットハップ
- 伽と遊撃（『月刊コミックビーム』2020年2月号[3] - 2021年8月号[4]、KADOKAWA）
- 灼熱アバンチュール（『LINEマンガ』2020年6月29日[5] - 、LINE）
- "羊"たちが寄り添うシリーズ[6]（単行本のタイトルは『羊が金の星をとぶ』[7]）
  - 羊が金の星をとぶ（『ビッグコミックオリジナル』2021年14号[8][9]、小学館） - 読切
  - 仔羊ソワレ（『ビッグコミックオリジナル』2023年4号[10]、小学館） - 読切
  - 銀河コロッケ（『ビッグコミックオリジナル』2023年18号[11]、小学館） - 読切
  - Noberry Forest（『ビッグコミックオリジナル増刊』2023年11月12日号[12]、小学館） - 読切
  - ここは彼方のはじまり（『ビッグコミックオリジナル』2024年3号[13]、小学館） - 読切
  - Love & Peace Piece（『ビッグコミックオリジナル増刊』2024年3月12日号[6]、小学館） - 読切
  - ふふふDiary（『ビッグコミックオリジナル増刊』2025年1月12日号[14]、小学館） - 読切